# Discografia di Augustus Pablo

## Album in studio
Dischi in studio di Augustus Pablo, prodotti da lui o da altri produttori.
- 1973 – The Red Sea (Aquarius/Black Solidarity)
- 1974 – Ital Dub (Starapple/Lagoon/Culture Press/Trojan)
- 1974 – This Is Augustus Pablo (Tropical/Kaya/Heartbeat)
- 1975 – Dubbing In a Africa (AKA Thriller) (Blue Moon/Clocktower)
- 1975 – Thriller (Tropical/Nationwide/Echo)
- 1976 – King Tubby Meets Rockers Uptown (Yard/Clocktower) (Message/Clocktower/Yard/Shanachie, ripubblicato da Shanachie nel 2004 in edizione deluxe)
- 1977 – East of the River Nile (Message/Clocktower/Yard/Shanachie, ripubblicato da Shanachie nel 2002 in edizione deluxe)
- 1977 – Original Rockers (Rockers/Greensleeves Records/Shanachie, ripubblicato da Shanachie nel 2001 in edizione deluxe)
- 1979 – Africa Must Be Free By 1983 Dub (Rockers/Greensleeves Records)
- 1980 – Authentic Golden Melodies (Rockers International)
- 1980 – Eastman Dub (RAS/Greensleeves Records)
- 1980 – Rockers Meet King Tubby In A Fire House (Rockers/Shanachie/Yard)
- 1982 – Earth Rightful Ruler (Message/Shanachie)
- 1982 – Healer Dub (Rockers International)
- 1983 – King David's Melody (Message/Rockers/Alligator/Greensleeves Records)
- 1983 – Original Rockers 2 (Rockers/Shanachie)
- 1986 – Rising Sun (Greensleeves Records)
- 1987 – Rockers Comes East (Rockers/Greensleeves Records/Shanachie)
- 1990 – Blowing With The Wind (Rockers/Greensleeves Records/Shanachie)
- 1990 – One Step Dub (Rockers International)
- 1990 –  Raggamuffin Dub (Rockers International)
- 1993 – Heartical Chart (Rockers International)
- 1996 – King Selassie I Calling (Message)
- 1996 – Raiders Dub (Rockers)
- 1999 – Valley Of Jesosaphat (Ras/Jet Star)

## Album dal vivo
- 1991 – Live in Tokio Japan (Rockers)

## Raccolte
- 1988 – East Man Dub (Greensleeves Records)
- 1988 – Rockers Comes East (Greensleeves Records)
- 1992 – Pablo And Friends (RAS)
- Rockers International (Message 1980)
- Classic Rockers (Mango 1987)
- Rockers Showcase Vol. 3 (Rockers 1987)
- Classic Rockers 2 (Rockers International 1989)
- Rockers Story (RAS 1989)
- Cultural Showcase (Rockers 1990)
- Cultural Showcase 2 (Rockers)
- Rockers International 2 (Greensleeves Records 1992)
- Rockers International Showcase (Rockers International 1993)
- Augustus Pablo Presents DJs From 70s To 80s (Big Cat 1997)

### Raccolte postume
- Augustus Pablo - El Rocker's (Pressure Sounds 2000)
- Augustus Pablo - The Great Pablo (MCI 2000)
- Augustus Pablo - Dub, Reggae & Roots From The Melodica King (Ocho 2000)
- Augustus Pablo - Dubbing with the Don (Jamaican Recordings, 2001)
- Augustus Pablo - Skanking With Pablo: Melodica For Hire, 1971-1977 (Trojan 2002)
- Augustus Pablo - Gold (Jet Star, 2002)
- Augustus Pablo - In Fine Style (Pressure Sounds 2003)
- Augustus Pablo - The Definitive Augustus Pablo (3CD, Rockers 2004)
- Augustus Pablo - At King Tubbys (Attack Gold 2005)
- Augustus Pablo Meets Lee Perry & The Wailers Band - Rare Dubs 1970-1971 (Jamaican Recordings 2006)
- Augustus Pablo - The Essential Augustus Pablo (2CD, Metro 2006)

## Dischi prodotti da Augustus Pablo
- Hugh Mundell - Africa Must Be Free By 1983 (Message 1978)
- Norris Reid - Give Jah the Praises (Rockers International 1979)
- Tetrack - Let's Get Started (Message 1980)
- Hugh Mundell - Time and Place (Mun-Rock 1980)
- Ricky Grant - I Love Jah Rastafari (Message 1982)
- Hugh Mundell - Blackman's Foundation (Shanachie 1983)
- Delroy Williams - I Stand Black (Message 1984)
- Junior Delgado - Raggamuffin Year (Mango 1986)
- Norris Reid - Roots and Vine (Message 1987)
- Delroy Williams - Darkness With Fire (Message 1988)
- Junior Delgado - One Step More (Mango 1988)
- Yami Bolo - Ransom (Rockers 1989)
- Beat Street Dub (Rockers International 1990)
- Yami Bolo - Jah Made Them All (Rockers International 1990)
- Blacka T - Good Musicians (Message 1991)
- Junior Delgado - Showcase (Rockers International 1992)
- Jacob Miller - Who Say Jah No Dread (Greensleeves Records 1992)
- Yami Bolo & Lloyd Hemmings - Yami Bolo Meets Lloyd Hemmings (Message 1993)
- Rockers - Dub Store 90's (Yard 1993)
- Yami Bolo - Fighting For Peace (RAS 1994)
- Lloyd Hemmings - The Healer Has Come (Rockers International 1995)
- Earl Sixteen - Them a Raiders (Message 1995)

## Partecipazioni
- VV.AA. - Aquarius Dub (Aquarius 1973)
- VV.AA. (Impact All Stars) - Java Java Java Java (Impact 1973)
- King Tubby - Dub from the Roots (Total Sounds)
- The Skatalites - Herb Dub/Collie Dub (Jam Sound 1975)
- Keith Hudson - Pick a Dub (Atra 1975, ripubblicato da Blood and Fire nel 1994)
- Johnny Clarke - No Woman No Cry (Total Sounds 1975)
- Horace Andy - Sings For You and I (Striker Lee Records)
- Linval Thompson - Cool Down (Clocktower 1976)
- Johnny Clarke - Rockers Time Now (Virgin 1976)
- Johnny Clarke - Authorized Rockers (Virgin Front Line 1976)
- Horace Andy - In The Light/In the Light Dub (Hungry Town, ripubblicato da Blood and Fire nel 1995)
- Susan Cadogan - Hurt So Good (Trojan)
- Augustus Clarke - Black Foundation Dub (Burning Sounds 1977)
- Johnny Clarke - Dread Natty Congo (Girl I Love You) (Weed Beat 1977)
- Keith Hudson - Flesh of My Skin, Blood of My Blood (Basic Replay)
- The Aggrovators - Rocker's Almighty Dub (Clocktower)
- Israel Vibration - The Same Song (Top Ranking 1978)
- Rockers All Stars - Chanting Dub with the Help of Father (Hungry Town 1978)
- Mikey Dread - African Anthem Dubwise (Dread At The Controls 1979)
- Mikey Dread - Mikey Dread at the Control Dubwise (Dread At The Controls 1979)
- Earl Zero - Visions Of Love (Epiphany 1979)
- Junior Delgado - Effort (Deb 1979)
- Ricky Grant - Poverty People (Hungry Town 1979)
- Mikey Dread - Dread At The Controls (Evolutionary Rockers) (Dread At The Controls 1979)
- Junior Delgado - Dance a Dub (Incredible Jux 1979)
- Prince Jammy - Kamikazi Dub (Burning Sound 1979)
- Israel Vibration - Unconquered People (RAS 1979)
- Michael Prophet - Know The Right (Prophet 1981)
- Scientist - Scientific Dub (Clocktower 1981)
- King Tubby & Yabby You - Time To Remember (Vivian Jackson 1982)
- Big Youth - The Chanting Dread Inna Fine Style (Heartbeat 1982)
- Yabby U & Michael Prophet & Wayne Wade - Prophecy (Yabby You)
- Yabby U - Yabby U Meets Sly & Robbie along with Tommy McCook (WLN Music 1982)
- Lee Perry & Friends - Give Me Power (Trojan 1988)
- Israel Vibration - Strength Of My Life (RAS 1988)
- Jacob Miller - Jacob Miller & The Inner Circle Band & Augustus Pablo (Lagoon)
- Mutabaruka - Check It! (Alligator 1990)
- Israel Vibration - Dub Vibration (RAS 1990)
- Israel Vibration - Praises (RAS 1990)
- Don Carlos - Just A Passing Glance (RAS 1991)
- Lee "Scratch" Perry - Soundzs From The Hot Line (Heartbeat 1992)
- Bunny Brissett - Better Safe Than Sorry (Rockers International 1995)
- Keith Hudson - Shades of Hudson (VP 1996)
- Primal Scream - Vanishing Point (Creation 1997)
- Impact All Stars - Forward The Bass. Dub From Randy's 1972-1975 (Blood and Fire 1998)
- The Skatalites Meets King Tubby - Heroes of Reggae in Dub (Motion 1998)
- VV.AA. - 21st Century Dub (ROIR 1999)
- Prince Allah & Junior Ross - I Can Hear the Children Singing (Blood and Fire 2002)
- Earl "Chinna" Smith - Dub It! (Nature Sounds 2004)